# ويليام فرنسيس جيبس
ويليام فرنسيس جيبس (بالإنجليزية: William Francis Gibbs)‏ هو محامي ومهندس أمريكي، ولد في 24 أغسطس 1886 في فيلادلفيا في الولايات المتحدة، وتوفي في 6 سبتمبر 1967 في نيويورك في الولايات المتحدة.

## وصلات خارجية
- ويليام فرنسيس جيبس على موقع الموسوعة البريطانية (الإنجليزية)